# 모토로라 페이지보이

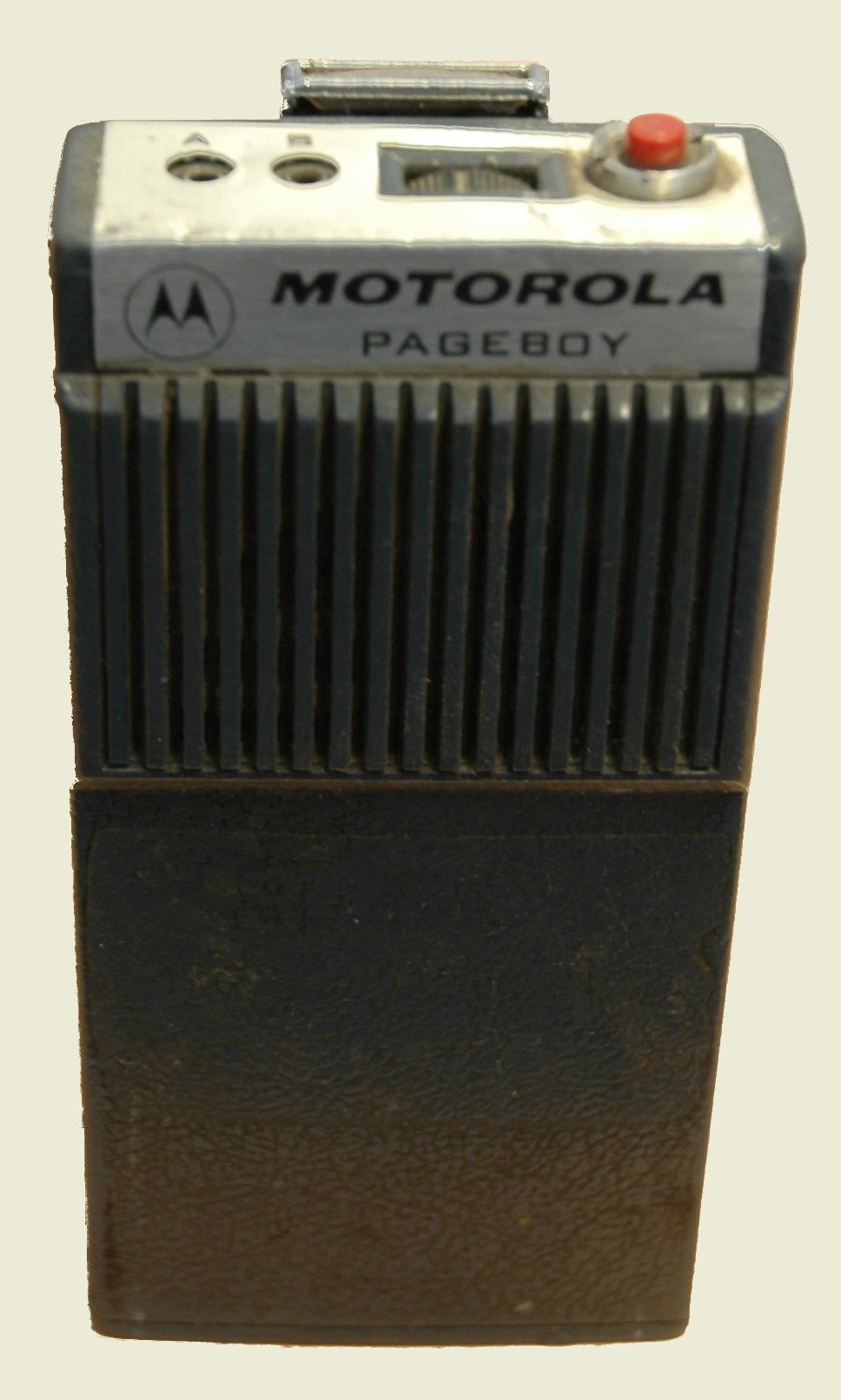

모토로라 페이지보이(Motorola Pageboy)는 "Handie-Talkie Radio Pocket Pager"라고 불리는 잘 알려지지 않은 1955년(1956년이 아닌 것으로 추정됨) 호출기 이후 모토로라가 개별 단위 주소 지정 기능을 사용하여 생산한 두 번째 무선호출기이다.
최초의 호출기와 유사한 시스템은 1921년 디트로이트 경찰서에서 사용되었다. 그러나 오늘날 우리가 인식할 수 있는 최초의 호출기는 모토로라의 "페이지보이 I"이었다.
모토로라가 1964년에 출시한 이 장치는 특정 개인에게 선택적으로 무선 메시지를 전달할 수 있다. 고대역 VHF 주파수(150~170MHz) 또는 UHF 주파수(464~475MHz)를 사용했으며 충전식 4.4V 수은 또는 3.6V 니켈-카드뮴 배터리(NiCd)로 작동했다.
페이지보이 알람 수신기의 첫 번째 구현은 주의 신호음만 제공할 수 있었고 디스플레이는 없었으며 메시지를 저장할 수 없었다. 그러나 휴대가 가능하며 착용자에게 메시지가 전송되었음을 알린다. 페이지보이의 최신 버전에서는 톤과 음성을 전달할 수 있었다.
모토로라 페이지보이는 소방대에서 경보 수신기로 큰 인기를 얻었으며, 이 초기 사업의 성공 덕분에 호출기는 병원과 공장의 공지 시스템을 빠르게 대체하기 시작했다. 호출기는 2톤 코드로 활성화된 후 음성 메시지가 전송되었다. 이 장치의 후속 제품은 모토로라 페이지보이 II였다.